# Georges Franzi
Georges Franzi (1914-1997) fue un maestro y escritor en monegasco y canónigo de la catedral de Mónaco.
Fue ordenado por la Iglesia católica en 1940.
Fue uno de los principales impulsores del renacimiento de la lengua monegasca. Dirigió la enseñanza del monegasco en las escuelas de Mónaco desde 1976. Fue autor de los textos escolares y de poesía en la lengua. Es recordado especialmente por su poema A nostra roca (Nuestra roca), que describe el amor de los monegascos por su tierra. También fue muy activo en diversas organizaciones culturales.
Monseñor Georges Franzi murió en 1997. Una calle en la Ciudad de Mónaco lleva su nombre.
- Datos: Q3760703
- Multimedia: Georges Franzi / Q3760703